# Iveta Benešová
Iveta Benešová (* 1. února 1983 Most) je bývalá česká profesionální tenistka, která začala tenis hrát v sedmi letech. Profesionálkou se stala v roce 1998 na pražském turnaji. Na okruhu WTA Tour vyhrála dva turnaje ve dvouhře, a to v Acapulcu 2004 a ve Fèsu 2010 a čtrnáct ve čtyřhře. Spolu s Jürgenem Melzerem zvítězila ve smíšené čtyřhře Wimbledonu 2011. V rámci okruhu ITF získala čtyři tituly ve dvouhře a čtyři ve čtyřhře.
Na žebříčku WTA byla nejvýše pro dvouhru klasifikována v dubnu 2009 na 25. místě a ve čtyřhře pak v lednu 2011 na 17. místě.

## Tenisová kariéra
Na Australian Open 2006 se poprvé probojovala do třetího kola, když porazila pátou nasazenou Mary Pierceovou 6:3, 7:5. V následujícím kole ale prohrála 6:4, 6:1 s Martinou Hingisovou.
Na počátku května 2010 získala na turnaji Grand Prix de SAR La Princesse Lalla Meryem v marockém Fásu double, když zvítězila ve dvouhře a se Španělkou Anabel Medinaovou Garriguesovou také ve čtyřhře.
Ve fedcupovém týmu České republiky debutovala v dubnu 2002, když v prvním kole Světové skupiny na půdě Chorvatska porazila Ivu Majoliovou, podlehla Jeleně Kostanićové Tošićové a s Birnerovou prohrály čtyřhru. V sezóně 2011 byla členkou vítězného družstva, když nastoupila do čtyřhry semifinálového utkání na belgické půdě. Do listopadu 2012 se zúčastnila třinácti mezistátních zápasů s bilancí 4–9 ve dvouhře a 7–3 ve čtyřhře.

## Soukromý život
Dne 15. září 2012 se na dolnorakouském zámku Laxenburg po ročním vztahu vdala za rakouského tenistu Jürgena Melzera, s nímž hrála smíšenou čtyřhru na grandslamech. K červnu 2015 žili manželé odděleně.

## Finálové účasti na turnajích Grand Slamu

### Smíšená čtyřhra: 1 (1–0)
| Stav    | Datum | Turnaj    | Povrch | Spoluhráč     | Soupeři                        | Výsledek |
| ------- | ----- | --------- | ------ | ------------- | ------------------------------ | -------- |
| Vítězka | 2011  | Wimbledon | tráva  | Jürgen Melzer | Maheš Bhúpatí Jelena Vesninová | 6–3, 6–2 |

## Finálové účasti na turnajích WTA (33)
| Legenda                                         |
| ----------------------------------------------- |
| D – dvouhra; Č – čtyřhra                        |
| Grand Slam (0–0)                                |
| Turnaj mistryň (0–0)                            |
| Tier I / Premier Mandatory & Premier 5 (1–3 Č)  |
| Tier II / Premier (5–2 Č)                       |
| Tier III, IV & V / International (2–6 D; 8–7 Č) |

### Dvouhra: 8 (2–6)
| Stav       | Č. | Datum          | Turnaj                      | Povrch    | Soupeřka              | Výsledek      |
| ---------- | -- | -------------- | --------------------------- | --------- | --------------------- | ------------- |
| Finalistka | 1. | 14. října 2002 | Bratislava, Slovensko       | tvrdý (h) | Maja Matevžičová      | 0–6, 1–6      |
| Vítězka    | 1. | 1. března 2004 | Acapulco, Mexiko            | antuka    | Flavia Pennettaová    | 7–6(7–5), 6–4 |
| Finalistka | 2. | 12. dubna 2004 | Estoril, Portugalsko        | antuka    | Émilie Loitová        | 5–7, 6–7(1–7) |
| Finalistka | 3. | 23. srpna 2004 | Forest Hills, Spojené státy | tvrdý     | Jelena Lichovcevová   | 2–6, 2–6      |
| Finalistka | 4. | 9. ledna 2006  | Hobart, Austrálie           | tvrdý     | Michaëlla Krajiceková | 2–6, 1–6      |
| Finalistka | 5. | 14. dubna 2008 | Estoril, Portugalsko        | antuka    | Maria Kirilenková     | 4–6, 2–6      |
| Finalistka | 6. | 16. ledna 2009 | Hobart, Austrálie           | tvrdý     | Petra Kvitová         | 5–7, 1–6      |
| Vítězka    | 2. | 1. května 2010 | Fès, Maroko                 | antuka    | Simona Halepová       | 6–4, 6–2      |

### Čtyřhra: 26 (14–12)
| Stav       | Č.  | Datum             | Turnaj                       | Povrch      | Spoluhráčka                   | Soupeřky                                                    | Výsledek             |
| ---------- | --- | ----------------- | ---------------------------- | ----------- | ----------------------------- | ----------------------------------------------------------- | -------------------- |
| Finalistka | 1.  | 12. července 2004 | Stanford, Spojené státy      | tvrdý       | Claudine Schaulová            | Eleni Daniilidouová Nicole Prattová                         | 2–6, 4–6             |
| Vítězka    | 1.  | 7. února 2005     | Paříž, Francie               | koberec (h) | Květa Peschkeová              | Anabel Garriguesová Dinara Safinová                         | 6–2, 2–6, 6–2        |
| Finalistka | 2.  | 11. dubna 2005    | Charleston, Spojené státy    | antuka (z)  | Květa Peschkeová              | Conchita Martínezová Virginia Pascualová                    | 1–6, 4–6             |
| Finalistka | 3.  | 13. června 2005   | s'-Hertogenbosch, Nizozemsko | tráva       | Nuria Llagosteraová           | Anabel Garriguesová Dinara Safinová                         | 4–6, 6–2, 6–7(11–13( |
| Finalistka | 4.  | 15. října 2006    | Moskva, Rusko                | koberec (h) | Galina Voskobojevová          | Francesca Schiavoneová Květa Peschkeová                     | 4–6, 7–6(7–4), 1–6   |
| Finalistka | 5.  | 6. ledna 2007     | Gold Coast, Austrálie        | tvrdý       | Galina Voskobojevová          | Dinara Safinová Katarina Srebotniková                       | 3–6, 4–6             |
| Vítězka    | 2.  | 24. září 2007     | Lucemburk, Lucemburk         | tvrdý (h)   | Janette Husárová              | Viktoria Azarenková Šachar Pe'erová                         | 6–4, 6–2             |
| Vítězka    | 3.  | 23. února 2008    | Bogotá, Kolumbie             | antuka      | Bethanie Matteková            | Jelena Kostanićová Tošićová Martina Müllerová               | 6–3, 6–3             |
| Finalistka | 6.  | 25. února 2008    | Acapulco, Mexiko             | antuka      | Petra Cetkovská               | Nuria Llagostera Vivesová María José Martínez Sánchezová    | 2–6, 4–6             |
| Finalistka | 7.  | 12. května 2008   | Řím, Itálie                  | antuka      | Janette Husárová              | Čan Jung-žan Čuang Ťia-žung                                 | 6–7(5–7), 3–6        |
| Vítězka    | 4.  | 3. srpna 2008     | Stockholm, Švédsko           | tvrdý       | Barbora Záhlavová-Strýcová    | Petra Cetkovská Lucie Šafářová                              | 7–5, 6–4             |
| Finalistka | 8.  | 8. března 2009    | Monterrey, Mexiko            | tvrdý       | Barbora Záhlavová-Strýcová    | Nathalie Dechyová Mara Santangelová                         | 3–6, 4–6             |
| Finalistka | 9.  | 19. července 2009 | Praha, Česko                 | antuka      | Barbora Záhlavová-Strýcová    | Aljona Bondarenková Kateryna Bondarenková                   | 1–6, 2–6             |
| Finalistka | 10. | 29. srpna 2009    | New Haven, Spojené státy     | tvrdý       | Lucie Hradecká                | Nuria Llagosteraová Vivesová María José Martínez Sánchezová | 6–2, 7–5             |
| Vítězka    | 5.  | 25. října 2009    | Lucemburk, Lucembursko       | tvrdý (h)   | Barbora Záhlavová-Strýcová    | Vladimíra Uhlířová Renata Voráčová                          | 1–6, 6–0, [10–7]     |
| Vítězka    | 6.  | 14. února 2010    | Paříž, Francie               | tvrdý (h)   | Barbora Záhlavová-Strýcová    | Cara Blacková Liezel Huberová                               | bez boje             |
| Vítězka    | 7.  | 7. března 2010    | Monterrey, Mexiko            | tvrdý       | Barbora Záhlavová-Strýcová    | Anna-Lena Grönefeldová Vania Kingová                        | 3–6, 6–4, 10–8       |
| Vítězka    | 8.  | 1. května 2010    | Fés, Maroko                  | antuka      | Anabel Medinaová Garriguesová | Lucie Hradecká Renata Voráčová                              | 6–3, 6–1             |
| Vítězka    | 9.  | 2. října 2010     | Tokio, Japonsko              | tvrdý       | Barbora Záhlavová-Strýcová    | Šachar Peerová Pcheng Šuaj                                  | 6–4, 4–6, [10–8]     |
| Finalistka | 11. | 24. října 2010    | Lucemburk, Lucembursko       | tvrdý (h)   | Barbora Záhlavová-Strýcová    | Timea Bacsinszká Tathiana Garbinová                         | 4–6, 4–6             |
| Vítězka    | 10. | 14. ledna 2011    | Sydney, Austrálie            | tvrdý       | Barbora Záhlavová-Strýcová    | Květa Peschkeová Katarina Srebotniková                      | 4–6, 6–4, [10–7]     |
| Vítězka    | 11. | 6. března 2011    | Monterrey, Mexiko            | tvrdý       | Barbora Záhlavová-Strýcová    | Anna-Lena Grönefeldová Vania Kingová                        | 6–7(8), 6–2, [10–6]  |
| Vítězka    | 12. | 1. května 2011    | Barcelona, Španělsko         | antuka      | Barbora Záhlavová-Strýcová    | Natalie Grandinová Vladimíra Uhlířová                       | 5–7, 6–4, [11–9]     |
| Vítězka    | 13. | 23. října 2011    | Lucemburk, Lucembursko       | tvrdý (h)   | Barbora Záhlavová-Strýcová    | Lucie Hradecká Jekatěrina Makarovová                        | 7–5, 6–3             |
| Vítězka    | 14. | 29. dubna 2012    | Stuttgart, Německo           | antuka (h)  | Barbora Záhlavová-Strýcová    | Julia Görgesová Anna-Lena Grönefeldová                      | 6–4, 7–5             |
| Finalistka | 12. | 2. březen 2014    | Acapulco, Mexiko             | tvrdý       | Petra Cetkovská               | Kristina Mladenovicová Galina Voskobojevová                 | 3-6, 6-2, [5-10]     |

## Vítězství na okruhu ITF (8)

### Dvouhra (4)
| Č. | Datum              | Turnaj  | Dotace   | Povrch  | Soupeřka ve finále  | Výsledek      |
| 1. | 13. květen, 2001   | Prešov  | 10 000 $ | antuka  | Michala Bzduseková  | 3–6, 6–2, 6–2 |
| 2. | 28. říjen, 2001    | Opole   | 25 000 $ | koberec | Eva Fislová         | 6–1, 6–3      |
| 3. | 8. únor, 2004      | Ortisei | 75 000 $ | koberec | Virag Nemethová     | 6–3, 6–1      |
| 4. | 25. červenec, 2008 | Latina  | 50 000 $ | antuka  | Sesil Karatančevová | 6–0, 6–2      |

### Čtyřhra (4)
| Č. | Datum              | Turnaj            | Dotace   | Povrch | Partnerka          | Soupeřky ve finále                 | Výsledek      |
| 1. | 6. srpen, 2000     | Toruň             | 10 000 $ | antuka | Lenka Novotná      | Jana Macurová Gabriela Navrátilová | 6–1, 6–4      |
| 2. | 25. březen, 2001   | Řím               | 10 000 $ | antuka | Zuzana Kucová      | Claudia Ivoneová Roberta Vinciová  | 6–4, 4–6, 6–4 |
| 3. | 20. květen, 2001   | Szczecin          | 10 000 $ | antuka | Martina Babáková   | Anastasia Belová Darja Kustovová   | 6–4, 7–66     |
| 4. | 21. prosinec, 2003 | Valašské Meziříčí | 25 000 $ | tvrdý  | Michaela Paštiková | Maret Aniová Libuše Průšová        | bez boje      |

## Postavení na žebříčku WTA na konci sezóny

### Dvouhra
| Rok    | 2000 | 2001   | 2002  | 2003   | 2004  | 2005  | 2006  | 2007   | 2008  | 2009  | 2010  | 2011  |
| Pořadí | 641. | ▲ 190. | ▲ 81. | ▼ 140. | ▲ 36. | ▼ 54. | ▼ 60. | ▼ 119. | ▲ 43. | ▲ 39. | ▼ 60. | ▲ 54. |

### Čtyřhra
| Rok    | 2001 | 2002   | 2003   | 2004  | 2005  | 2006  | 2007  | 2008  | 2009  | 2010  | 2011  |
| Pořadí | 335. | ▲ 190. | ▲ 130. | ▲ 63. | ▲ 38. | ▲ 35. | ▲ 34. | ▼ 35. | ▲ 34. | ▲ 21. | ▼ 29. |